# Noël et Marie
Noël et Marie è una serie di fumetti storici e d'avventura con protagonisti due adolescenti durante la Rivoluzione francese. Scritto da Jean Ollivier e François Corteggiani e disegnato da Jean-Yves Mitton. Il fumetto Noël et Marie è uscito nelle edicole per la prima volta sul periodico per ragazzi Pif Gadget (n. 1019) nell'ottobre 1988 prima di essere raccolto in albi.
La narrazione è caratterizzata da ideali umanisti, internazionalisti e ottimisti (come l'abolizione della schiavitù).
Il disegnatore Jean-Yves Mitton ha descritto la serie come un lavoro su commissione che ha comunque portato a termine "con curiosità e piacere", pur rilevando la mancanza di realismo dello sceneggiatura: "La Rivoluzione senza ghigliottina e senza Terrore, rivista e rivisitata dal Partito Comunista dell'epoca e destinata a un pubblico con gli stessi ideali, non era altro che una festa del 14 luglio sotto le lanterne".

## Racconto
Nell'ottobre 1988, per celebrare il bicentenario della Rivoluzione Francese, Pif Gadget ha pubblicato un supplemento storico, Le Petit Sans-Culotte, con le avventure di Noël Luzerne e Marie Chabot: due adolescenti che, nel dicembre 1788, lasciano il loro paese natale, il Morvan, e affrontano avventure contro lupi e briganti. Arrivano a Parigi nel gennaio. Sono quindi testimoni dei principali eventi dell'epoca. Il racconto si sviluppa per circa 300 pagine.

## Album
1. Noël et Marie: tome 1, Éd. Messidor/La Farandole, collezione. Pif/La Farandole, marzo 1989[6] ISBN 2-209-06135-0. (BNF 43389720)
2. La patrie en danger (1789/1792), Éd. Messidor/La Farandole, collezione. Pif/La Farandole, giugno 1989[7] ISBN 2-209-06188-1. (BNF 43425054)
3. Valmy 1792, Éd. Messidor/La Farandole, coll. Pif/La Farandole, agosto 1989[8] ISBN 2-209-06190-3